# Maywood (Illinois)
Maywood ist eine Gemeinde im Proviso Township in den Vereinigten Staaten.  Beim Census 2000 lebten 26.987 Einwohner in Maywood.

## Geografie
Maywood liegt zirka 16 Kilometer südwestlich von Chicago. Die Gemeinde bedeckt eine Fläche von 33 km².

## Geschichte
Maywood wurde 1869 gegründet.

## Einwohner
Von den bei der Volkszählung 2000 ermittelten 26.987 Einwohnern waren 9,7 % Weiße, 0,3 % Asiaten, 82,7 % Afroamerikaner, 0,1 % Native American, 5,6 % gaben an, anderen Rassen anzugehören und 1,63 % nannten zwei oder mehr Rassen. 10,5 % der Bevölkerung erklärten, Hispanics jeglicher Rasse zu sein. 11,1 % der Familien lagen unter der Armutsgrenze.

## Verkehr
Die Gemeinde liegt an der Interstate 290.

## Söhne und Töchter der Gemeinde
- Walter Burley Griffin (1876–1937), Architekt
- Jackie LaVine (1929–2022), Schwimmerin
- Eugene Cernan (1934–2017), Astronaut
- Susan Wittig Albert (* 1940), Schriftstellerin
- John Prine (1946–2020), Sänger und Musiker
- Fred Hampton (1948–1969), Bürgerrechtsaktivist
- Jim Brewer (* 1951), Basketballspieler
- Shannon Brown (* 1985), Basketballspieler
- Nancy Swider-Peltz, Jr. (* 1987), Eisschnellläuferin
- Sterling Brown (* 1995), Basketballspieler